# 下罗斯巴赫
下罗斯巴赫是德国莱茵兰-普法尔茨州的一个市镇。总面积4.39平方公里，总人口797人，其中男性407人，女性390人（2011年12月31日），人口密度182人/平方公里。